# 제47회 서울독립영화제
제47회 서울독립영화제는 2021년 11월 25일에 열린 시상식이다.

## 수상 및 후보

### 장편 대상
- 집에서, 집으로 - 지혜원 수상

### 단편 대상
- 보속 - 양재준 수상

### 최우수장편상
- 낮에는 덥고 밤에는 춥고 - 박송열 수상

### 최우수단편상
- 씨티백 - 황선영 수상

### 우수단편상
- 불모지 - 이탁 수상

### CGK촬영상
- 불모지 - 김우영 수상

### 독립스타상- 배우부문
- 퇴직금 - 임선우 수상
- 퇴직금 - 조민경 수상
- 같은 속옷을 입는 두 여자 - 양말복 수상

### 열혈스태프상
- 멜팅 아이스크림 - 홍초선 수상

### 새로운선택상
- 모퉁이 - 신선 수상

### 새로운시선상
- 서바이벌 택틱스 - 박근영 수상

### 집행위원회특별상
- 수프와 이데올로기 - 양영희 수상

### 독불장군상
- 모어 - 이일하 수상

### 관객상
- 텐트틴트 - 이준섭 수상
- 듣보인간의 생존신고 - 김아현 외 1명 수상

### 경쟁부문 - 단편
- 균열 - 배기성
- 농몽 - 권순현
- 짝사랑 - 주영
- 메이 제주 데이 - 강희진
- 국가유공자 - 박찬우
- 불모지 - 이탁
- 아무도 모르게 - 변여빈
- 조에아 - 유채정
- 돌림총 - 이상민
- 건전지 아빠 - 전승배
- 어디에도 없는 시간 - 장태구
- 입하 - 김예전 외 1명
- 퇴직금 - 전재연
- 굿포유 - 김일현
- 황룡산 - 김무영
- 장갑을 사러 - 이현주
- 나랑 아니면 - 박재현
- 매미 - 윤대원
- 습지 장례법 - 신종원
- Trans-Continental-Railway - 정재훈
- 씨티백 - 황선영
- Video noire - 성하은
- 선율 - 김윤정
- 보속 - 양재준

### 경쟁부문 - 장편
- 낮에는 덥고 밤에는 춥고 - 박송열
- 피아노 프리즘 - 오재형
- 집에서, 집으로 - 지혜원
- 듣보인간의 생존신고 - 김아현 외 1명
- 소피의 세계 - 이제한
- 만인의 연인 - 한인미
- 컨버세이션 - 김덕중
- 멜팅 아이스크림 - 홍진훤
- 모어 - 이일하
- 흐르다 - 김현정
- 그 겨울, 나는 - 오성호
- 같은 속옷을 입는 두 여자 - 김세인

### 새로운 선택 - 단편
- 외발자전거 - 이종헌
- 높이뛰기 - 정수진
- 두 여자 - 허태인
- 텐트틴트 - 이준섭
- 뭐해 - 신지수
- 쓰는 일 - 유재인
- 스무 겨울 - 토미 바홍
- 사진 이어 붙이기 - 강예솔
- 버드세이버 보고서 제 2장 - 최희현
- 듀티 - 한정선
- 완벽한 동그라미 - 최민경
- 해로 - 김소희

### 새로운 선택 - 장편
- 희수 - 감정원
- 서바이벌 택틱스 - 박근영
- 작은새와 돼지씨 - 김새봄
- 바운더리 - 윤가현
- 모퉁이 - 신선
- 혜옥이 - 박정환
- 벗어날 탈 - 서보형

### 페스티벌 초이스-장편
- 오늘 출가합니다 - 김성환
- 섬이없는지도 - 김성은
- 로그 인 벨지움 - 유태오
- 206: 사라지지 않는 - 허철녕
- 성적표의 김민영 - 이재은 외 1명
- 포옹 - 임흥순
- 물방울을 그리는 남자 - 오안 킴 외 1명
- 낮과 달 - 이영아
- 수프와 이데올로기 - 양영희
- 아치의 노래, 정태춘 - 고영재
- 야나가와 - 장률
- 우수 - 오세현
- 절해고도 - 김미영
- 성덕 - 오세연
- 말아 - 곽민승

### 페스티벌 초이스-단편
- 여기, 나의 정원 - 김지곤
- 포리징 삼부작 - 서원태
- 거북이와 여자들 - 한선희
- 내일의 연인들 - 김양희
- 제씨 이야기 - 이하은
- 돛대 - 이주승
- 평화가 사람 속을 걸어다니네 - 함유선
- 바다 위의 별 - 장승욱
- 해피해피 이혼파티 - 남순아
- 나쁜 친구 - 한병아
- 화광: 디아스포라의 묘 - 김소영 외 1명
- 내 코가 석재 - 김보람
- 1959년의 김시스터즈 - 숙자, 애자, 민자 언니들에게 - 전채린
- 젖꼭지 3차 대전 - 백시원
- 서울로 - 정승이
- 불안은 영혼을 잠식한다 - 김동식
- 피아니스트 - 조은선

### 해외초청
- 드라이브 마이 카 - 하마구치 류스케
- 우연과 상상 - 하마구치 류스케
- 해피 아워 - 하마구치 류스케
- 연인처럼 숨을 멈춰 - 이가라시 고헤이
- 플레이백(일본어판) - 미야케 쇼
- 미야모토 - 마리코 테츠야

### 독립영화 아카이브
- 짚신 - 김홍준 외 1명
- 땅밑 하늘공간 - 강제규
- 뫼비우스의 딸 - 김의석
- 그 여름 - 김동빈
- 세 친구 - 임순례
- 바리케이드 - 윤인호

### 뉴 쇼츠
- 헐리웃 키드 - 김덕민
- 아듀, 오맹달 - 이강욱
- 바다는 고향을 알고 있다 - 노희정
- 데스랠리 - 김샛별 외 2명
- 한 남자 달린다 - 함혜경 외 1명
- 절대 시계를 보지 말 것 - 고동선
- 내 방 안의 Another World - 강소연
- 코로나 극장 - 김세성
- 지붕 위의 두 남자 - 모현신
- 영화감독 구교환 브이로그 - 이옥섭 외 1명
- 소리 줍는 사람 - 오도이
- 네가 사랑한 것들을 기억할게 - 이가홍 외 2명
- 이별격리 - 은정현
- 손끝 - 정수연
- 외식 - 박송열
- 프랜시스 베이킹 - 노영미
- 프리즈마 - 장주선
- 침묵보다 변화를 - 문창현
- 밴드큐 - 이유진
- 컵라면과 복숭아 - 조경원